# Adam Abeddou
Adam Abeddou (* 17. August 1996 in Arras) ist ein französisch-algerischer Fußballspieler, der bei Entente Feignies Aulnoye FC in der National 2 spielt.

## Karriere
Abeddou begann seine fußballerische Ausbildung bei Saint-Laurent-Blangy, einem Vorort von Arras, südlich von Lens, ehe er 2006 zum dort ansässigen RC Lens wechselte. Nach drei Jahren, im Sommer 2009, wechselte er in die Jugendakademie des FC Valenciennes und weitere vier Jahre darauf zur ES Wasquehal. Dort blieb er ein Jahr, ehe er zurück in seinen Geburtsort zur FA Arras wechselte. In der Saison 2014/15 stand er erstmals im Kader der ersten Mannschaft. In der Saison darauf spielte er 14 Viertligaspiele, kam jedoch noch nicht zum Torerfolg. 2016/17 schoss er sein erstes und einziges Saisontor in 13 Saisonspielen. In der Spielzeit 2017/18 kam er auf elf Ligaeinsätze für Arras.
Nachdem er in der kommenden Spielzeit ohne Einsatz geblieben war, wechselte er im Sommer 2019 zum Fünftligisten US Vimy. Hier spielte er in seiner Debütsaison elfmal und schoss dabei ein Tor. In der Saison 2020/21 schoss er in fünf Einsätzen drei Tore. In der Hinrunde der Spielzeit 2021/22 schoss er zehn Tore, darunter ein Viererpack, und legte zwei Treffer auf, wofür er lediglich neun Spiele brauchte.
Daraufhin wurde er im Januar 2022 vom Zweitligisten USL Dunkerque verpflichtet. Am 5. Februar 2022 (23. Spieltag) debütierte er nach Einwechslung gegen Olympique Nîmes für die Profis in der Ligue 2. Im Rest der Saison kam er zu sechs weiteren Profieinsätzen für Dunkerque. Nach dem Abstieg und zwei weiteren Einsätzen für den Klub, wurde er Mitte Dezember 2022 bis Saisonende an den Viertligisten US Boulogne verliehen. Dort gelangen ihm in 14 Spielen zwei Tore und zwei Vorlagen.
Im Sommer 2023 unterschrieb Abeddou bei der zweiten Mannschaft des Erstligisten und Champions-League-Teilnehmers, seines Jugendklubs, RC Lens.
Im Sommer 2024 wechselte er zum viertklassigen Team von Entente Feignies Aulnoye FC.